# 2 euro
2 euro (2 €) è uno degli 8 tagli delle monete in euro. È una moneta bimetallica; l'interno è realizzato in nichel e rivestito con una lega di nichel-ottone (75% Cu, 20% Zn, 5% Ni), l'esterno è costituito da una lega di rame-nichel (75% Cu 25% Ni).

## Aspetto
La moneta da 2 euro ha un diametro di 25,75 mm, è spessa 2,20 mm e pesa 8,50 g. Il bordo è finemente rigato con lettere.
Tutte le monete presentano una faccia comune detta rovescio e una specifica per ogni nazione chiamata dritto. Sul rovescio, opera di Luc Luycx (un artista e grafico belga vincitore del concorso europeo per il design delle nuove monete), è presente a sinistra il valore della moneta mentre sulla destra vi è un disegno raffigurante la mappa dell'Europa attraversata da 6 linee che uniscono 12 stelle. Il disegno richiama l'unità dell'Europa mentre le 12 stelle richiamano la bandiera europea. Le monete da 2 euro presentano anche delle lettere e dei simboli specifici per ogni nazione sul loro bordo.
Inoltre sono stati emessi anche numerosi tipi di 2 euro commemorativi.

## Facce nazionali
| Immagine | Paese                         | Autore                                         | Anno      |
| --- | ----------------------------- | ---------------------------------------------- | --------- |
| | Andorra                       | Jordy Puy                                      | 2014-     |
| Stemma di Andorra |                               |                                                |           |
| | Austria                       | Josef Kaiser                                   | 2002-     |
| La pacifista radicale e premio Nobel per la Pace 1905 Bertha von Suttner                                               |                               |                                                |           |
| | Belgio 1ª serie               | Jan Alfons Keustermans                         | 1999-2007 |
| Effigie di Re Alberto II e il suo monogramma reale                                                                     |                               |                                                |           |
| | Belgio 2ª serie               | Jan Alfons Keustermans                         | 2008      |
| Effigie di Re Alberto II e il suo monogramma reale                                                                     |                               |                                                |           |
| | Belgio 3ª serie               | Jan Alfons Keustermans                         | 2009-2013 |
| Effigie di Re Alberto II e il suo monogramma reale                                                                     |                               |                                                |           |
| | Belgio 4ª serie               | Luc Luycx                                      | 2014-     |
| Effigie di Re Filippo e il suo monogramma reale                                                                        |                               |                                                |           |
| | Bulgaria                      | ?                                              | 2026-     |
| Paisij di Hilendar, presbitero, storico e scrittore bulgaro, figura chiave del Risveglio nazionale in Bulgaria         |                               |                                                |           |
| | Cipro                         | Tatiana Soteropoulos e Erik Maell              | 2008-     |
| L'Idolo di Pomos |                               |                                                |           |
| | Croazia                       | Ivan Šivak                                     | 2023-     |
| Carta geografica della Croazia, sullo sfondo un motivo a scacchiera tratto dallo stemma della Croazia                  |                               |                                                |           |
| | Estonia                       | Lembit Lõhmus                                  | 2011-     |
| Profilo dell'Estonia                                                                                                   |                               |                                                |           |
| | Finlandia 1ª serie            | Raimo Heino                                    | 1999-2006 |
| Fiori e bacche del lampone artico                                                                                      |                               |                                                |           |
| | Finlandia 2ª serie            | Raimo Heino                                    | 2007      |
| Fiori e bacche del lampone artico                                                                                      |                               |                                                |           |
| | Finlandia 3ª serie            | Raimo Heino                                    | 2008-2010 |
| Fiori e bacche del lampone artico                                                                                      |                               |                                                |           |
| | Finlandia 4ª serie            | Raimo Heino                                    | 2011-     |
| Fiori e bacche del lampone artico                                                                                      |                               |                                                |           |
| | Francia 1ª serie              | Joaquin Jimenez                                | 1999-2021 |
| L'albero della vita racchiuso in un esagono, con intorno il motto Liberté, Égalité, Fraternité                         |                               |                                                |           |
| | Francia 2ª serie              | Joaquin Jimenez                                | 2022-     |
| L'albero della vita racchiuso in un esagono, con all'interno il motto Liberté, Égalité, Fraternité                     |                               |                                                |           |
| | Germania                      | Heinz Hoyer e Sneschana Russewa-Hoyer          | 2002-     |
| Un'aquila araldica, tratta dallo stemma della Germania                                                                 |                               |                                                |           |
| | Grecia                        | Georgios Stamatopoulos                         | 2002-     |
| Scena del rapimento di Europa da parte di Zeus trasformatosi in toro                                                   |                               |                                                |           |
| | Irlanda                       | Jarlath Hayes                                  | 2002-     |
| La tradizionale arpa celtica                                                                                           |                               |                                                |           |
| | Italia                        | Maria Carmela Colaneri                         | 2002-     |
| Ritratto di Dante Alighieri realizzato da Raffaello Sanzio                                                             |                               |                                                |           |
| | Lettonia                      | Guntars Sietiņš                                | 2014-     |
| Volto di una fanciulla lettone                                                                                         |                               |                                                |           |
| | Lituania                      | Antanas Žukauskas                              | 2015-     |
| Il Cavaliere Vytis, eroico cavaliere e simbolo nazionale                                                               |                               |                                                |           |
| | Lussemburgo                   | Yvette Gastauer-Claire                         | 2002-     |
| Effigie del Granduca Enrico                                                                                            |                               |                                                |           |
| | Malta                         | Noel Galea Bason                               | 2008-     |
| La croce di Malta |                               |                                                |           |
| | Principato di Monaco 1ª serie | Nicolas Cozon e Pierre Javaudin                | 2001-2005 |
| Effigie del principe Ranieri III                                                                                       |                               |                                                |           |
| | Principato di Monaco 2ª serie | Sabrina Luoni                                  | 2006-     |
| Effigie del principe Alberto II                                                                                        |                               |                                                |           |
| | Paesi Bassi 1ª serie          | Bruno Ninaber van Eyben                        | 1999-2013 |
| Ritratto di profilo della Regina Beatrice                                                                              |                               |                                                |           |
| | Paesi Bassi 2ª serie          | Erwin Olaf                                     | 2014-     |
| Ritratto di profilo del re Guglielmo Alessandro                                                                        |                               |                                                |           |
| | Portogallo                    | Victor Manuel Fernandes dos Santos             | 2002-     |
| Sigillo reale del 1144                                                                                                 |                               |                                                |           |
| | San Marino 1ª serie           | František Chochola e Ettore Lorenzo Frapiccini | 2002-2016 |
| Il Palazzo del Governo di San Marino                                                                                   |                               |                                                |           |
| | San Marino 2ª serie           | Arno Ludwig                                    | 2017-     |
| Ritratto di San Marino, particolare di un dipinto di Giovan Battista Urbinelli                                         |                               |                                                |           |
| | Slovacchia                    | Ivan Řehák                                     | 2009-     |
| Lo stemma della Slovacchia (croce patriarcale sulle tre alture)                                                        |                               |                                                |           |
| | Slovenia                      | Miljenko Licul, Maja Licul e Janez Boljka      | 2007-     |
| Ritratto del poeta France Prešeren, con il primo verso della settima strofa della Zdravljica, l'inno nazionale sloveno |                               |                                                |           |
| | Spagna 1ª serie               | Luis José Diaz                                 | 1999-2009 |
| Ritratto del re Juan Carlos I                                                                                          |                               |                                                |           |
| | Spagna 2ª serie               | Luis José Diaz                                 | 2010-2014 |
| Ritratto del re Juan Carlos I                                                                                          |                               |                                                |           |
| | Spagna 3ª serie               | Luis José Diaz                                 | 2015-     |
| Ritratto del re Filippo VI                                                                                             |                               |                                                |           |
| | Città del Vaticano 1ª serie   | Guido Veroi e Uliana Pernazza                  | 2002-2005 |
| Effigie di papa Giovanni Paolo II                                                                                      |                               |                                                |           |
| | Città del Vaticano 2ª serie   | Daniela Longo e Ettore Lorenzo Frapiccini      | 2005      |
| Stemmi del Cardinale Camerlengo e della Camera Apostolica                                                              |                               |                                                |           |
| | Città del Vaticano 3ª serie   | Daniela Longo e Ettore Lorenzo Frapiccini      | 2006-2013 |
| Effigie di papa Benedetto XVI                                                                                          |                               |                                                |           |
| | Città del Vaticano 4ª serie   | Patrizio Daniele e Maria Carmela Colaneri      | 2014-2016 |
| Effigie di papa Francesco                                                                                              |                               |                                                |           |
| | Città del Vaticano 5ª serie   | Daniela Longo e Maria Carmela Colaneri         | 2017-     |
| Stemma di Papa Francesco                                                                                               |                               |                                                |           |

## Bordi nazionali
| Nazione                                                        | Iscrizione sul bordo | Descrizione |
| -------------------------------------------------------------- | -------------------- | --- |
| Andorra, Belgio, Francia, Irlanda, Lussemburgo, Monaco, Spagna |                      | La sequenza "2**" ripetuta sei volte e alternativamente capovolta, dove "*" è sostituito da una stella.                                                                        |
| Austria                                                        |                      | La sequenza "2 EURO***" ripetuta quattro volte e alternativamente capovolta, dove "*" è sostituito da una stella.                                                              |
| Bulgaria                                                       |                      | "БОЖЕ, ПАЗИ БЪЛГАРИЯ" ("Dio, proteggi la Bulgaria" in bulgaro), scritta risalente al XIII secolo secondo la tradizione delle monete bulgare.                                   |
| Cipro                                                          |                      | La sequenza "2 ΕΥΡΩ 2 EURO" ("2 euro" in greco e turco) ripetuta due volte. |
| Croazia                                                        |                      | Il verso "O LIJEPA O DRAGA O SLATKA SLOBODO" ("O bella, o cara, o dolce libertà" in croato) dell'inno alla libertà tratto dalla favola pastorale Dubravka di Giovanni Gondola. |
| Estonia                                                        |                      | La sequenza "EESTI" ("Estonia" in Estone) ripetuta due volte, intervallata da "O" e alternativamente capovolta.                                                                |
| Finlandia                                                      |                      | "SUOMI FINLAND" ("Finlandia" in finlandese e svedese, le due lingue ufficiali della Finlandia) seguita da tre teste di leone.                                                  |
| Germania                                                       |                      | "EINIGKEIT UND RECHT UND FREIHEIT" ("Unità e giustizia e libertà" in tedesco, motto nazionale della Germania) seguito dall'aquila araldica.                                    |
| Grecia                                                         |                      | "ΕΛΛΗΝΙΚΗ ΔΗΜΟΚΡΑΤΙΑ" ("Repubblica greca" in greco) seguito da una stella. |
| Italia, San Marino, Città del Vaticano                         |                      | La sequenza "2 *" ripetuta sei volte alternativamente capovolta, dove "*" è sostituito da una stella.                                                                          |
| Lettonia                                                       |                      | "DIEVS SVĒTĪ LATVIJU" ("Dio benedica la Lettonia" in lettone) intervallato da tre stelle.                                                                                      |
| Lituania                                                       |                      | "LAISVĖ VIENYBĖ GEROVĖ" ("Libertà Unità Prosperità" in lituano) intervallato da tre stelle.                                                                                    |
| Malta                                                          |                      | La sequenza "2**" ripetuta sei volte alternativamente capovolta, dove "*" è sostituito da una croce di Malta invece della comune stella a cinque punte comunemente usata.      |
| Paesi Bassi                                                    |                      | "GOD ZIJ MET ONS" ("Dio sia con noi" in olandese) intervallato da quattro stelle.                                                                                              |
| Portogallo                                                     |                      | I sette castelli e i cinque stemmi presenti sulle facce nazionali delle monete.                                                                                                |
| Slovacchia                                                     |                      | "SLOVENSKÁ REPUBLIKA" ("Repubblica slovacca" in slovacco) seguito da due stelle intervallate da una foglia di tiglio.                                                          |
| Slovenia                                                       |                      | "SLOVENIJA" ("Slovenia" in sloveno) seguita da un punto inciso. |

### Bordi commemorativi
Per i 2 euro commemorativi celebranti il 60º anniversario dell'Organizzazione delle Nazioni Unite (2005), il 50º anniversario della firma dei Trattati di Roma (2007) e il 10º anniversario dell'UEM (2009) la Finlandia, invece del bordo regolare, ha usato bordi diversi a seconda della commemorazione:
| Anno | Tema                                                                                          | Bordo | Descrizione |
| ---- | --------------------------------------------------------------------------------------------- | ----- | --- |
| 2005 | 60º anniversario delle Nazioni Unite e 50º anniversario dell'ingresso della Finlandia all'ONU |       | La sigla "YK", iniziali di "Yhdistyneet kansakunnat" ("Organizzazione delle Nazioni Unite" in finlandese), seguita dagli anni "1945–2005", dalla sigla "FN", iniziali di "Förenta nationerna" ("Organizzazione delle Nazioni Unite" in svedese) e da tre teste di leone. |
| 2007 | 50º anniversario della firma dei Trattati di Roma (emissione comune)                          |       | "ROMFÖRDRAGET", "50 ÅR" e "EUROPA" ("Trattati di Roma", "50 anni" e "Europa" in svedese). |
| 2009 | 10º anniversario dell'UEM (emissione comune)                                                  |       | "TALOUS - JA RAHALIITTO" ("Unione economica e monetaria" in finlandese), seguito dalla sigla "EMU". |